# 미나모토노 히토시

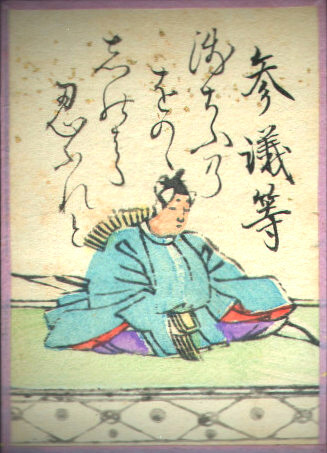

미나모토노 히토시(일본어: 源等, 880년 ~ 951년)는 일본 헤이안 시대의 공가(公家), 시인이다.

## 와카
```
님 향한 마음 조릿대 숲 들판에 숨겨보아도 어찌하여 이토록 그대가 그리운지
浅茅生の小野の篠原忍ぶれどあまりてなどか人の恋しき
```